# AGM-131 II型空對地導彈

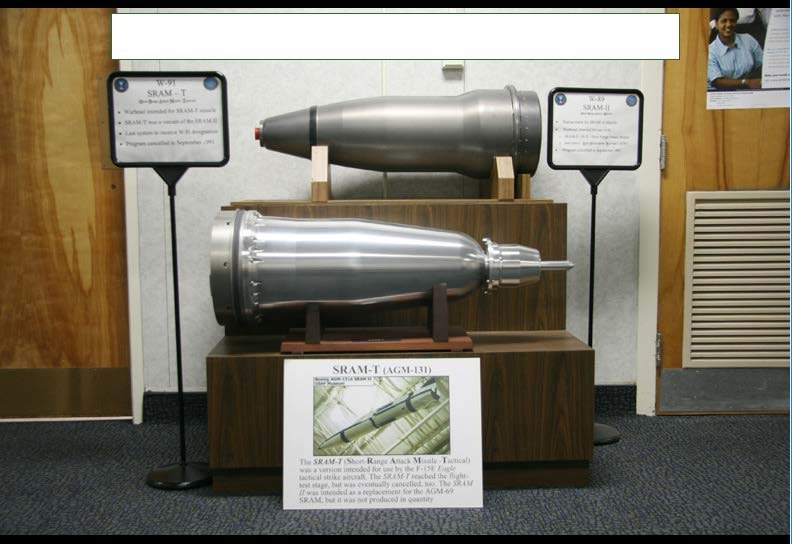
分別供SRAM II和SRAM-T導彈用的W89(頂部)和W91(底部)

AGM-131 SRAM II(短程攻擊導彈)是一款核空對地導彈，用於替換AGM-69A空對地導彈。固體燃料導彈將從B-1槍騎兵戰略轟炸機投下，攜帶W89核彈頭，射程為400 km。但是該計劃在只進行了一次飛行試驗後，便因地緣政治原因而被喬治·夏拔·獲加·布殊總統取消。

## 研發
短程攻擊導彈家族的任務是在不需要轟炸機直接飛越目標投放彈頭的情況下，投放彈頭予目標。短程攻擊導彈家族的雷達信號極小。短程攻擊導彈確保了美國核三位一體的空中部分(其餘為陸基洲際彈道導彈和潛射彈道導彈)是供B-1槍騎兵戰略轟炸機和B-2幽靈戰略轟炸機使用的穿透式空射戰略核武器(英語: penetrating air launched strategic nuclear weapon)。
在1977年，美國空軍計劃發展供即將推出的B-1槍騎兵戰略轟炸機使用的升級版短程攻擊導彈，即AGM-69B SRAM B。但B-1槍騎兵戰略轟炸機在1978年被取消，AGM-69B也被停止。B-1戰略轟炸機計劃(即B-1B)在1981年重啟後，便決定研發全新的武器，即SRAM II。
在1986年，波音公司最終獲得了AGM-131A SRAM II導彈開發合同。AGM-131A SRAM II導彈的計劃尺寸只有AGM-69A的三分之二，所以相比以前B-1B只能攜帶24枚AGM-69A，現在B-1B可攜帶36枚AGM-131A SRAM II導彈。SRAM II的最終設計是「II」版本，其大小和「A」版本大致相同，重量約為「A」版本的 80%。AGM-131 II型空對地導彈的新特點是由Hercules設計的更輕、更簡單，更可靠的兩脈衝固體燃料火箭發動機(英語: two-pulse solid rocket motor)，以增加其射程和老化穩定性。
AGM-131 II型空對地導彈預計用於新研發的W89熱核彈頭，它比AGM-69的W69更新得多，操作起來也更安全。W89的設計爆炸當量為20萬噸。
最初AGM-131A計劃在1993年部署，但在可進行飛行測試之前，該計劃於1991 年被取消。

## SRAM-T
SRAM II飛行器也是戰術核武器變種型號SRAM-T的基礎，它搭載與SRAM II不同的核彈頭，W91熱核彈頭，W91的爆炸當量為1-10萬噸。SRAM-T的射程基線較SRAM II遠，約250英里(約400 km)。SRAM-T可被F-15E打擊鷹式戰鬥轟炸機和F-111戰鬥轟炸機攜帶，但它也和F-16戰隼戰鬥機和旋風式戰鬥機兼容。計劃於1995年部署。

## 取消
SRAM II和SRAM-T，連同W89和W91核彈頭均於1991年9月被喬治·夏拔·獲加·布殊取消。

## 規格
- 長度: 3.18 m
- 直徑: 39 cm
- 重量: 900 kg
- 速度: 2馬赫
- 射程: 400 km
- 推進: 固體燃料火箭
- 核彈頭: W89